# Sveti Anastazije Perzijski
Sveti Anastazije Perzijski (600. – 628.) kršćanski mučenik i svetac, perzijski vojnik.

## Životopis
Sveti Anastazije je rođen u Perziji oko 600. godine rođeno ime mu je Magundat, a bio je poganski mag, a zatim vojnik u vojsci perzijskog kralja Khustrowa II., koji je osvojio Jeruzalem i prisvojio sv. Križ donijevši ga u Perziju. Magundat bio je toliko impresioniran snagom Te dragocjene relikvije muke i smrti Kristove, i pobožnosti i svetosti kršćana, koji su se okupljali oko njega, da se obratio na kršćanstvo, napustio vojsku, uzeo ime Anastazije i postao redovnik u Jeruzalemu.
Nakon sedam godina molitve i izoliranosti, Anastazije se uputio najprije u Cezareju Filipovu, a potom vratio u Perziju kako bi obraćao svoje zemljake. Uskoro su ga uhitili zbog njegove vjere, zatvorili ga u tamnicu i mučili, nebi li odbacio svoju novu vjeru. Vidjevši da to ne uspijeva poveli su ga do Eufrata na mjesto Barsaloe gdje mu je njegov mučitelj ponudio povratak njegove časti kao magu i jos veću čast, da postane kralj magova, samo ako odbaci kršćansku vjeru. On je to odbio, poljubivši Križ Isusov.
Napokon, sa 70 drugih kršćana odrubljena mu je glava 22. siječnja 628. godine. Njegovo tijelo bilo je bačeno psima, no ostalo je netaknuto od njih. Njegove relikvije su donijete u Palestinu, a potom u Rim.

## Vanjske poveznice
- Bitno.net  Arhivirana inačica izvorne stranice od 28. lipnja 2015. (Wayback Machine)